# 아르투르 로진스키

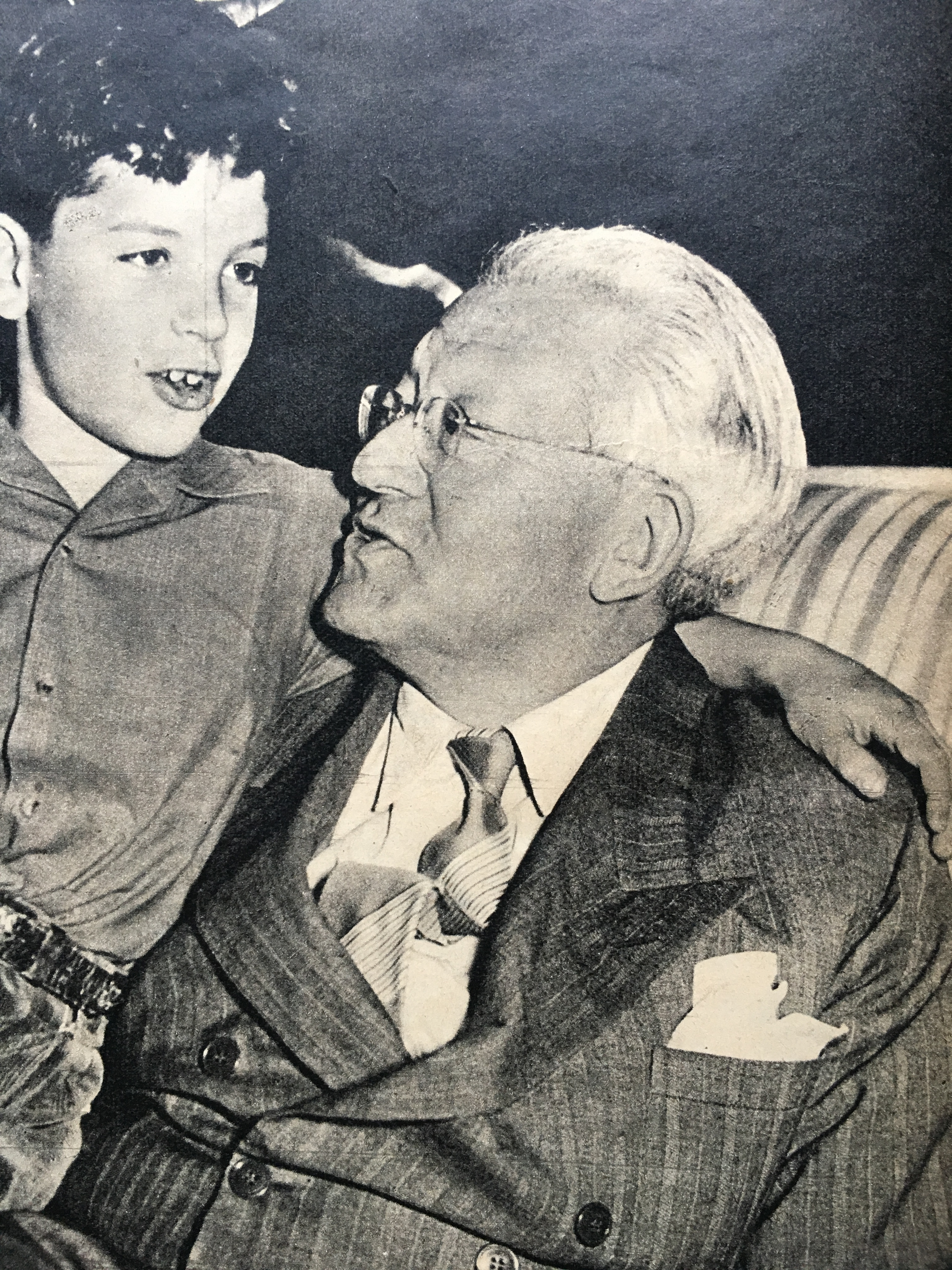

아르투르 로진스키(폴란드어: Artur Rodziński, 1892년 1월 2일 – 1958년 11월 27일)는 폴란드계 미국인 오케스트라 음악 및 오페라 지휘자이다. 그는 폴란드에서 제1차 세계대전 이후 그의 경력을 시작했는데, 그곳에서 레오폴드 스토코프스키가 그를 발견했고 그는 그를 필라델피아 오케스트라의 조수로 초청했다. 이 계약으로 로진스키는 로스앤젤레스 필하모닉, 클리블랜드 오케스트라, 뉴욕 필하모닉 및 시카고 심포니 오케스트라의 음악 감독이 되었다. 그는 또한 이탈리아 지휘자 데뷔 전 아르투로 토스카니니를 위해 NBC 심포니 오케스트라를 준비하기도 했다. 시카고에서의 분쟁으로 인해 1948년 해고되었고, 그 후 그는 유럽으로 경력을 옮겼고 결국에는 이탈리아에 정착했지만 뉴욕에 집을 계속 유지했다. 1958년 11월 심장병에 시달린 그는 시카고 리릭 오페라와 함께 리하르트 바그너의 "트리스탄과 이졸데"를 지휘하여 10년 만에 처음으로 미국으로 전문적인 귀환을 했다. 지친 그는 매사추세츠 종합 병원에 입원했고 11일 후 사망했다.